# Fëdor Fëdorovič Selivanov
Fëdor Fëdorovič Selivanov (in russo Фёдор Фёдорович Селиванов?, noto anche con la germanizzazione Theodor Seliwanoff; 1859 – 1938) è stato un chimico russo noto per l'omonimo saggio.
Studiò a San Pietroburgo all'Istituto di Stato di Tecnologia terminando nel 1885. Nel 1894 superò l'esame per la docenza presso l'Università statale di San Pietroburgo e l'anno successivo venne nominato professore all'Università di Novorossijsk.